# Estación Villa Constitución
Villa Constitución es una estación ferroviaria ubicada en la ciudad del mismo nombre, cabecera del Departamento Constitución, Provincia de Santa Fe, Argentina.
Fue inaugurada en 1890 por el Gran Ferrocarril del Sud de Santa Fe y Córdoba.

## Servicios
La estación corresponde al Ferrocarril General Bartolomé Mitre de la red ferroviaria argentina. Presta servicios de cargas por la empresa estatal Trenes Argentinos Cargas.
En octubre de 2021, se iniciaron gestiones entre intendentes de la zona, para que Villa Constitución sea cabecera de un futuro servicio regional entre ésta y Rosario.